# 武市富子

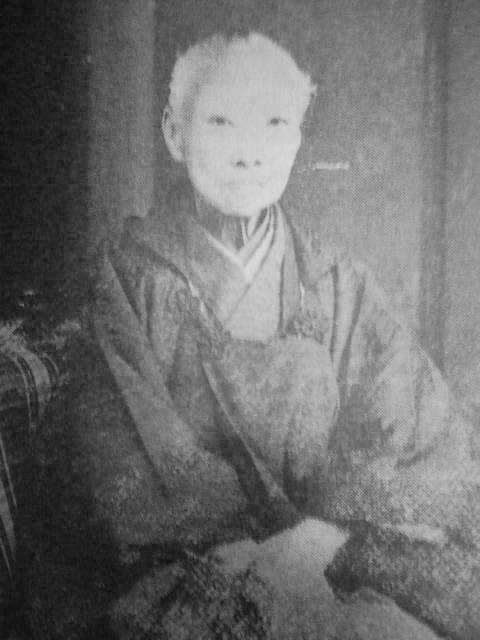
晩年の武市富子

武市 富子（たけち とみこ、文政13年5月18日（1830年7月8日） - 大正6年（1917年）4月23日）は、幕末の志士・武市瑞山の妻。高知藩郷士・島村雅風（源次郎）の長女。ロシア正教日本人初の司祭の沢辺琢磨は従弟。

## 略伝
嘉永2年（1849年）、武市瑞山に嫁ぐ。夫の瑞山は土佐の若手志士たちと交流が深く、富子はたびたび訪れる志士たちの応対に努め、夫を助けた。文久3年（1863年）、瑞山が投獄されると、自分も夫の辛苦を共にするために、その日以来、板の間で寝て決して畳で眠らず、夏は蚊帳をせず、冬は蒲団を使わずに過ごしたという。慶応元年（1865年）、夫が切腹となると家財のことごとくを没収され、困窮を内職でもって生計を立てた。
瑞山との間に実子はなかったが、養子に半太を迎え、共に東京に引っ越すも、明治45年（1912年）、半太とともに土佐に帰郷した。
叔父が島村雅事、従弟が島村衛吉である。

## 関連作品
映画
- 『ボディ・ジャック』（2008年、監督：倉谷宣緒、演者：関谷理香）
- 『サムライせんせい』（2017年、監督：渡辺一志、演者：奥菜恵）

テレビドラマ
- 『龍馬伝』（2010年1月-11月、NHK、大河ドラマ、演者：奥貫薫）
- 『サムライせんせい』（2015年10月-12月、テレビ朝日、金曜ナイトドラマ、演者：谷村美月）

漫画
- 『お〜い!竜馬』（原作・武田鉄矢、作画・小山ゆう）
- 『サムライせんせい』（黒江S介）
- 『竜馬がゆく』（原作・司馬遼太郎、漫画・鈴ノ木ユウ）

アニメ
- 『お〜い!竜馬』（1992年-1993年、NHK総合テレビ、声：島本須美）